# Педру Тейшейра
Педру Тейшейра (на португалски: Pedro Teixeira) (1575 – 4 юли 1641) португалски администратор, изследовател на Амазонка.
В началото на ХVІІ в. жителите на град Белен, в делтата на река Амазонка, видимо забогатяват от контрабандата на стоки, която се осъществява по течението на Амазонка и от вътрешността на страната. Въпреки това те не предприемат никакви мерки за изследването на реката, от която се прехранват. Сериозен тласък към оборудването на голяма експедиция нагоре по реката те получават, когато в Белен през 1637 от Еквадор надолу по реката пристигат седем испанци, съпроводени от двама монаси-францисканци. Ако това се беше случили през ХVІ в. португалците биха ги убили или изпратили в затвора, но сега положението е друго, от 1581 до 1640 г. Португалия е в състава на Испания.
Начело на португалската експедиция е поставен Педру Тейшейра, а за главен кормчия Бенту Акоща, който води корабния дневник. Флотилията се състои от 45 малки кораба, на които има 70 португалски войници и от 900 до 1200 индиански воини и гребци и приблизително толкова жени и деца. В края на юли експедицията отплава от Белен нагоре по реката. Около десет месеца продължава п лаването нагоре по реката и по п ритока ѝ Напо. По разпореждане на Тейшейра Акошта не само търси удобни пристанища по самата река, но и влиза в устията на големите ѝ притоци и се изкачва три-четири дни нагоре по тях. По този начин, вече „официално“ са открити устията на реките Рио Негро с нейната бифуркация с Ориноко, Мадейра и много други.
След като се изкачват по река Напо и п реодоляват пеша и на коне Андите в началото на август 1638 португалците пристигат в Кито. Тогава на свой ред се разтревожват испанските управители на Перу. Те също не се решават да причиняват злини над поданиците на общия крал и заповядват на португалците да се върнат в Белен по същия път, като командироват при тях двама наблюдатели йезуити. Един от тях е Кристобал Акуня, който през 1641 издава в Мадрид книгата „Ново откритие на великата река Амазонка“, в която освен личните си наблюдения, използва отчета на Тейшейра и дневника на Акоща.
На 16 февруари 1639 г. експедицията на Тейшейра се отправя обратно по същия път и на 12 декември същата година се завръща в Белен. Веднага след завръщането си Тейшейра прави доклад пред управителя на провинцията. На 28 февруари 1640 г. поема поста управител на Белен, но поради влошеното си здраве го напуска след три месеца, след една година умира на 4 юли 1641 г.